# Liste der Kirchengebäude in Bad Friedrichshall
Dies ist die Liste der Kirchengebäude in Bad Friedrichshall.

## Liste
| Bild         | Name                       | Lage                                                   | Baujahr                | Konfession                                                     | Pfarrei | Anmerkung |
| ------------ | -------------------------- | ------------------------------------------------------ | ---------------------- | -------------------------------------------------------------- | --- | --- |
|              | Kreuzkapelle               | Duttenberg Kapellenstraße                              | 8. Jahrhundert         | römisch-katholisch                                             | St. Kilian Duttenberg | Ihre heutige Gestalt erhielt die Kapelle durch Renovierungsmaßnahmen des Deutschen Ordens im 17. oder 18. Jahrhundert. |
|              | St. Kilian                 | Duttenberg Zehentgasse 9                               | 1734                   | römisch-katholisch                                             | St. Kilian Duttenberg | Die katholische Kirche ist ein einschiffiger Putzbau im Stil des Barock und wurde vom Deutschen Orden als Dorfkirche erbaut. |
|              | Friedhofskapelle           | Hagenbach Kapellenweg                                  | 1512 (Ersterwähnung)   | römisch-katholisch                                             | St. Barbara Bad Friedrichshall | Die Friedhofskapelle ist ein rechteckiger, nach Osten ausgerichteter Saalkirchenbau mit Zeltdach. |
|              | Kilianskirche              | Hagenbach Kiliansplatz                                 | 1753                   | römisch-katholisch                                             | St. Barbara Bad Friedrichshall | Die katholische Kirche wurde 1753 als Ersatz für die zu klein gewordene Friedhofskapelle mit Unterstützung durch Deutschordenskomtur Johann Christoph von Buseck als Barockkirche mit Dachreiter erbaut. |
| Bild gesucht | Schlosskapelle             | Heuchlingen Schloss                                    |                        |                                                                | | Die Kapelle befindet sich auf dem Gelände der Staatsdomäne Schloss Heuchlingen. |
|              | Auferstehungskirche        | Jagstfeld Badstraße 3                                  | 1957                   | römisch-katholisch                                             | Zur Auferstehung Christi Bad Friedrichshall-Jagstfeld                                                                                                 | 1953 bis 1957 nach Plänen des Schorndorfer Architekten Fritz Vogt erbaute und im Mai 1957 eingeweihte römisch-katholische Pfarrkirche. |
|              | Christkönigskapelle        | Jagstfeld Kocherwald                                   | 1933                   | römisch-katholisch                                             | Zur Auferstehung Christi Bad Friedrichshall-Jagstfeld                                                                                                 | Die Christkönigskapelle, oder auch Kocherwaldkapelle wurde von dem Zimmermann Roman Mayan errichtet und später um einen Dachreiter mit Glocke erweitert. Die Kapelle wurde am Christkönigsfest 1933 eingeweiht. |
|              | Erlöserkirche              | Jagstfeld Römerstraße 17                               | 1966/67                | evangelisch                                                    | Bad Friedrichshall-Jagstfeld | Die Erlöserkirche ist eine evangelische Pfarrkirche, die nach Plänen von Hannes Mayer erbaut wurde. |
|              | Ehemalige Wendelinuskirche | Jagstfeld Wendelinusplatz                              | 1350                   | römisch-katholisch                                             | St. Wendelinus Jagstfeld (ehem.) | Der Wendelinusturm ist der erhaltene Turm der einstigen, dem Heiligen Wendelin geweihten katholischen Pfarrkirche des Ortes. |
|              | Dreifaltigkeitskirche      | Kochendorf Gartenstraße 8                              | 1950                   | seit 2017: rumänisch-orthodox 1950–2015: römisch-katholisch    | seit 2017: Rumänisch-Orthodoxe Kirche Heilbronn 1972–2015: St. Barbara Bad Friedrichshall 1950–1972: Zur Heiligsten Dreifaltigkeit Bad Friedrichshall | Die katholische Dreifaltigkeitskirche wurde 2015 als solche profaniert. 2017 wurde sie von der rumänisch-orthodoxen Kirchengemeinde Heilbronn gekauft und seitdem für Gottesdienste genutzt. |
|              | Marienkapelle              | Kochendorf Heilbronner Straße 1                        |                        |                                                                | | Die Marienkapelle ist die Friedhofskapelle des Alten Friedhofs in Kochendorf |
|              | Mennonitenkirche           | Kochendorf Bachstraße 14                               | 1985                   | evangelisch-freikirchlich                                      | Mennonitengemeinde Bad Friedrichshall-Kochendorf | Die ehemalige Gewerbeschule des Ortes dient als Mennonitenkirche. |
|              | Neuapostolische Kirche     | Kochendorf Mörikestraße 7                              | 1968                   | neuapostolisch                                                 | Neuapostolische Kirchengemeinde Bad Friedrichshall | Die seit 1924 in Kochendorf bestehende neuapostolische Kirchengemeinde hielt die Gottesdienste ursprünglich in Privathäusern ab. Von 1940 bis 1968 nutzte die Kirchengemeinde ihr erstes eigenes Gebäude in der Gartenstraße für Gottesdienste. Das neue Kirchengebäude in der Mörikestraße 7 wurde am 13. Mai 1968 durch Bischof Paul Gaiser eingeweiht. Die Kirche wurde 1983 erstmals renoviert, die Neugestaltung des Gebäudes sowie der Außenanlagen und die Anschaffung einer Orgel erfolgte 1999. |
|              | Sebastianskirche           | Kochendorf Schloßstraße 4                              | Spätes 16. Jahrhundert | evangelisch                                                    | Bad Friedrichshall-Kochendorf I | Die Kirche ist die Evangelische Pfarrkirche. Sie brannte gegen Ende des Zweiten Weltkriegs vollständig aus, so dass keine historische Ausstattung mehr vorhanden ist. |
|              | Sieben Schmerzen Mariens   | Kochendorf Ulmenweg 4                                  | 1998                   | katholisch                                                     | Sieben Schmerzen Mariens Bad Friedrichshall | Kirchenneubau der Priesterbruderschaft St. Pius X. von 1998 mit reicher historisierender Ausstattung. |
|              | St. Barbara                | Kochendorf Tulpenweg 13                                | 1972                   | römisch-katholisch auch für evangelische Gottesdienste genutzt | katholisch: St. Barbara Bad Friedrichshall evangelisch: Bad Friedrichshall-Kochendorf II                                                              | Die Kirche ist die Pfarrkirche der katholischen Kirchengemeinde Bad Friedrichshalls. Sie wurde in Fertigbauweise errichtet. Zur Ausführung kam der Entwurf Typ Frank des Architekten Wilhelm Frank aus Herrenberg. |
| Bild gesucht | Kriegerkapelle             | Untergriesheim Kreßbacher Straße; Gewann An der Steige | 1875                   |                                                                | | In der Kriegerkapelle wurde 1875 das erste Mal das Evangelium gelesen. 1942 wurde sie zum Gedenken an die Gefallenen der beiden Weltkriege geweiht und wurde 1955 renoviert. |
| Bild gesucht | Müllerkapelle              | Untergriesheim Vogelsangstraße am Waldrand             | 1929                   |                                                                | | Amalie Müller ließ 1929 als Dankesopfer eine Kapelle erbauen, nachdem ihr Mann unversehrt vom Ersten Weltkrieg heimgekehrt ist. |
|              | St. Johannes Baptista      | Untergriesheim Obere Dorfstraße 12                     | 1839/40                | römisch-katholisch                                             | St. Johannes Baptist Untergriesheim | Die katholische Kirche wurde am 21. Juni 1849 durch Bischof Josef von Lipp geweiht. |